# Jorge Schmidt
Jorge Schmidt (* 16. Mai 1985 in Göttingen) ist ein ehemaliger deutscher Basketballspieler. Er spielte für Braunschweig in der Basketball-Bundesliga (23 Einsätze) sowie für mehrere Vereine in der 2. Liga, darunter sein Heimatverein BG 74 Göttingen.

## Laufbahn
Schmidts Vater Hans-Werner war jahrelang Trainer bei der BG 74 Göttingen – dem Verein, bei dem auch Schmidt der Jüngere in der Jugend spielte. 2003 wurde er mit der BG unter seinem Vater als Trainer deutscher Jugendmeister (U18). Ab 2002 gehörte er zum Aufgebot der Herrenmannschaft der „Veilchen“ in der 2. Bundesliga. 2005 verließ er seine Heimat und ging zum Bundesligaverein New Yorker Phantoms Braunschweig. Bis 2008 kam er in 23 Spielen der Basketball-Bundesliga zum Einsatz und verstärkte auch Braunschweigs Reserve in der 2. Bundesliga ProB.
Nach seinem Weggang aus Braunschweig gewann er in der Saison 2008/09 mit dem Mitteldeutschen BC den Meistertitel in der 2. Bundesliga ProA und wechselte anschließend zu den Würzburg Baskets in die ProB. 2010 dann die Rückkehr in die ProA und sein Wechsel zum BV Chemnitz 99, wo er bis 2013 unter Vertrag stehen sollte.
Im Anschluss an seine Chemnitzer Zeit unterschrieb Schmidt 2013 bei den Uni-Riesen Leipzig. Er war bis 2015 Leistungsträger der Leipziger und zeitweilig Mannschaftskapitän. Im August 2015 zog sich Schmidt, der neben der Sportkarriere ein BWL-Studium absolvierte, aus dem Profibasketball zurück und ging in seine Heimatstadt Göttingen zurück. Dort spielte er noch für den ASC 1846 Göttingen in der 2. und 1. Regionalliga.
Er erlangte den B-Trainerschein des Deutschen Basketball Bunds. Schmidt übernahm bei seinem Heimatverein BG 74 Göttingen die Betreuung von Jugendmannschaften, teilweise gemeinsam mit seinem Vater.

### Nationalmannschaft
Schmidt war in den Altersklassen U16, U18 und U20 deutscher Nationalspieler, zudem gehörte er zum Aufgebot der deutschen A2-Auswahl. Mit der U20-Nationalmannschaft spielte er 2005 bei der EM in Moskau.